# Macarophaeus
Macarophaeus is een geslacht van spinnen uit de familie bodemjachtspinnen (Gnaphosidae).

## Soorten
De volgende soorten zijn bij het geslacht ingedeeld:
- Macarophaeus cultior (Kulczyński, 1899)
- Macarophaeus insignis Wunderlich, 2011
- Macarophaeus subulum Wunderlich, 2011
- Macarophaeus varius (Simon, 1893)